# Чёрный осоед
Чёрный осоед (лат. Henicopernis infuscatus) — вид хищных птиц из ястребиных (Accipitridae). Подвидов не выделяют. Эндемик острова Новая Британия (архипелаг Бисмарка).

## Описание
Чёрный осоед характеризуется длинными крыльями, узкими у основания и широкими на окончаниях; длинными второстепенными маховыми перьями и длинным хвостом. Длина варьируется от 48 до 52 см, а размах крыльев — от 110 до 115 см. Общая окраска оперения чёрная сверху и черноватая снизу. Макушка и затылок бледные; горло кремового цвета; бока, нижняя часть брюха, бёдра и подхвостье с бурыми пятнами. Крылья и хвост с серовато-коричневыми полосами: две полосы на второстепенных маховых, три полосы на первостепенных маховых и три широких полосы на хвосте (одна наполовину скрыта). Радужная оболочка жёлтая. Восковица и большая часть клюва желтоватые. Ступни голубовато-белые.
Вокализация представлена серией из 12 свистящих ускоряющихся звуков, продолжающейся примерно три секунды.

## Биология
Чёрный осоед обитает в первичных тропических лесах, обычно в холмистых районах на высоте до 1300 м над уровнем моря.
Биология практически не изучена. Предполагают, что спектр питания схож с рационом длиннохвостого осоеда, который питается членистоногими, ящерицами, птицами и птичьими яйцами. Пока в желудках чёрного осоеда задокументированы только ящерицы и пауки. Размножение не описано.